# Cheilotrichia zimmermani
Cheilotrichia zimmermani är en tvåvingeart som beskrevs av Alexander 1971. Cheilotrichia zimmermani ingår i släktet Cheilotrichia och familjen småharkrankar.
Artens utbredningsområde är Fiji. Inga underarter finns listade i Catalogue of Life.